# 一条経通
一条 経通（いちじょう つねみち）は、鎌倉時代末期から南北朝時代にかけての公卿。関白・一条内経の長男。官位は従一位・関白、左大臣。一条家5代当主。
1336年の南北分裂後は北朝側に属し、北朝第2代光明天皇の下で、建武5年（暦応改元前、1338年）から暦応5年（康永改元前、1342年）まで関白を務め、同時に藤氏長者となった。日記『玉英』の著者。

## 経歴
元亨元年（1321年）12月15日、5歳で元服し、正五位下に叙せられる。正中2年（1325年）に父が死去すると、一条家の当主となる。元徳3年/元弘元年（1331年）、光厳天皇の即位を祝して正二位に叙せられるが、元弘3年/正慶2年（1333年）、後醍醐天皇が隠岐国から帰京し、光厳天皇の即位は無効とされ、その結果、光厳天皇の下でなされた正二位への昇叙も取り消された。ただし、翌年正月、改めて正二位へ昇叙され、その翌年には内大臣となった。後醍醐天皇の親政による建武の新政は、武士層の反感を招き、建武3年（1336年）に足利尊氏軍が京の都を制圧することで瓦解し、8月15日には光明天皇が立てられた。両統迭立の伝統に従い、持明院統の光明天皇は大覚寺統である後醍醐天皇の皇子成良親王を皇太子とすると、経通は当時11歳の成良親王の東宮傅に任ぜられた。その後は左大臣、関白を歴任した。
東福寺との関係が深く、土地の寄進のほか、関白辞任後の貞和3年（1347年）6月には、焼失していた本堂（仏殿）再建の上棟を行った。
貞治4年（1365年）薨御。享年49。法名は父の法名（芬陀利花院）から、後芬陀利花院とされた。

## 官歴
官位と位階の履歴は以下の通り。年齢は数え年、月日は旧暦。西暦年は、分かりやすくするため旧暦と新暦のずれを考慮せず、単純に置き換えただけである。
| 年（歳）       | 月日            | 官職             | 位階     |
| -------------- | --------------- | ---------------- | -------- |
| 1321年（5歳）  | 12月15日        | なし（散位）     | 正五位下 |
| 1321年（5歳）  | 12月21日        | 右権少将         | ↓        |
| 1322年（6歳）  | 1月3日          | ↓                | 従四位上 |
| 1322年（6歳）  | 6月17日         | 左中将           | ↓        |
| 1323年（7歳）  | 1月5日          | ↓                | 正四位下 |
| 1324年（8歳）  | 1月13日         | 左中将・近江権守 | ↓        |
| 1325年（9歳）  | 1月29日         | ↓                | 従三位   |
| 1327年（11歳） | 11月10日        | 権中納言         | ↓        |
| 1327年（11歳） | 12月16日        | 権中納言・左中将 | ↓        |
| 1328年（12歳） | 1月23日（25日） | ↓                | 正三位   |
| 1328年（12歳） | 3月16日         | 権大納言         | ↓        |
| 1330年（14歳） | 1月5日          | ↓                | 従二位   |
| 1330年（14歳） | 3月5日          | 権大納言・左大将 | ↓        |
| 1331年（15歳） | 10月18日        | ↓                | 正二位   |
| 1333年（17歳） | 5月17日         | ↓                | 従二位   |
| 1334年（18歳） | 1月5日          | ↓                | 正二位   |
| 1335年（19歳） | 2月16日         | 内大臣・左大将   | ↓        |
| 1336年（20歳） | 3月2日          | 内大臣           | ↓        |
| 1336年（20歳） | 11月14日        | 内大臣・東宮傅   | ↓        |
| 1337年（21歳） | 7月12日         | 左大臣           | ↓        |
| 1338年（22歳） | 5月19日         | 関白・左大臣     | ↓        |
| 1339年（23歳） | 12月27日        | 関白             | ↓        |
| 1342年（26歳） | 1月5日          | ↓                | 従一位   |
| 1342年（26歳） | 1月26日         | 辞職（散位）     | ↓        |

## 系譜
- 父：一条内経
- 母：西園寺公顕の娘
- 正室：洞院綸子 - 洞院公賢の娘。
  - 長男：一条内嗣 (1335/1336-1352?) - 正二位・権大納言。南朝側についたため廃嫡された。正平7年/文和元年（1352年）に起こった八幡の戦いにおいて戦死したとされる
- 生母不明の子女
  - 次男：一条房経 (1347/1348-1366) - 正二位・権大納言。廃嫡された内嗣に代わり嫡子となったが、房経は経通が死去した翌年に嗣子を残さず早世した
  - 男子：慈済 - 大僧正。延暦寺。天台座主（第142世。在任: 1377-1381）。
  - 男子：照厳 - 権僧正。東寺。随心院。
- 養子
  - 男子：一条経嗣 (1358-1418)  - 二条良基の三男。従一位・関白。嫡子となった房経が没したため経通の養嗣子となり、一条家を継いだ